# 레즈 (비디오 게임)
《레즈》는 유나이티드 게임 아티스츠가 개발하고 세가가 배급한 2001년 레일 슈팅 음악 비디오 게임이다. 드림캐스트와 플레이스테이션 2 플랫폼으로 제작됐다.
한 해커가 오작동을 일으킨 AI 시스템에 침입한다는 이야기가 배경으로 플레이어는 해커의 아바타를 조종해 적을 격추하는 것이 목표이다. 발사체를 포함한 게임플레이 요소들이 음악에 동조하고 이에 맞춰 컨트롤러를 진동시키는 것이 특징으로 게임을 통해 공감각를 고조한다.
《레즈》는 미즈구치 데쓰야가 1994년과 1995년 사이에 유럽 디스코에 영감을 받아 처음 구상했다. 1999년 《스페이스 채널 5》 개발완료 직후 제작에 시동을 걸었다. 레이브 문화와 고전 레일 슈팅 게임에 영향을 받았으며 레벨 설계는 바실리 칸딘스키의 추상화를 본땄다. 음악은 스기야마 게이이치가 감독해 다수의 일본 및 유럽 음악가들과 협력해 작곡했다.
발매 당시 《레즈》는 게임플레이, 음악과 그래픽으로 호평을 받았으나 짧은 플레이 시간이 지적받았으며 실판매량은 저조했다. 여러 시상식에서 수상받았으며 후향적 평가에서 드림캐스트 최고의 게임으로 선정됐다. 2008년 Q 엔터테인먼트와 헥사드라이브가 개발한 고해상도 강화판 《레즈 HD》가 엑스박스 360로 출시됐다. 2016년 가상현실 기능을 적용한 확장판 《레즈 인피니트》가 플레이스테이션 4로 발매됐으며 윈도우, 안드로이드, 오큘러스 퀘스트 및 플레이스테이션 5로 이식됐다.

## 반응

### 원작
《레즈》의 초기 출시는 전세계적 상업적 실패를 거뒀다. 세가의 미약한 홍보지원와 게임의 비표준적 게임플레이 및 그래픽이 원인으로 지목받았다.

### 내용주
1. ↑  《레드 HD》는 Q 엔터테인먼트와 헥사드라이브 공동개발. 《레즈 인피니트》는 인핸스 게임스, 레조너, 몬스타즈 공동개발.
2. ↑  영어: Rez, 일본어: レズ
3. ↑  영어: Rez HD
4. ↑  영어: Rez Infinite

### 참조주
1. ↑  Sam Kennedy (2008년 1월 29일). “Rez HD (Xbox 360)”. 《1UP.com》. 2011년 5월 23일에 원본 문서에서 보존된 문서. 2019년 12월 6일에 확인함.
2. ↑  Carter, Chris (2016년 10월 12일). “Review: Rez Infinite”. 《Destructoid》. 2016년 12월 20일에 원본 문서에서 보존된 문서. 2016년 12월 11일에 확인함.
3. 1 2  “Rez Review”. 《Edge》 (Future plc). 2001년 11월 29일. 2014년 11월 22일에 원본 문서에서 보존된 문서. 2012년 11월 18일에 확인함.
4. ↑  “Rez Infinite”. 《Edge》. 300호 (Future Publishing). December 2016. 116쪽.
5. ↑  Taylor, Martin (2002년 2월 23일). “Review: Rez”. 《Eurogamer》. 2016년 3월 4일에 원본 문서에서 보존된 문서. 2020년 7월 25일에 확인함.
6. ↑  Robinson, Martin (2016년 10월 14일). “Rez Infinite review”. 《Eurogamer》. 2016년 12월 20일에 원본 문서에서 보존된 문서. 2016년 12월 11일에 확인함.
7. ↑  Parkin, Simon (2008년 1월 30일). “Review: Rez HD”. 《Eurogamer》. 2020년 9월 3일에 원본 문서에서 보존된 문서. 2012년 11월 18일에 확인함.
8. ↑  “Famitsu Scores Latest PlayStation 2 Releases”. 《IGN》. 2001년 11월 16일. 2012년 11월 8일에 원본 문서에서 보존된 문서. 2020년 7월 25일에 확인함.
9. ↑  (PS2) Rez （レズ）. 《Famitsu》 (일본어). 2013년 6월 15일에 원본 문서에서 보존된 문서. 2019년 12월 6일에 확인함.
10. 1 2  Corriea, Alexa Ray (2016년 10월 12일). “Rez Infinite Review”. 《GameSpot》. CBS Interactive Inc. 2019년 11월 12일에 원본 문서에서 보존된 문서. 2016년 12월 11일에 확인함.
11. ↑  Gerstmann, Jeff (2002년 1월 14일). “Rez Review”. 《GameSpot》. 2015년 12월 10일에 원본 문서에서 보존된 문서. 2015년 2월 8일에 확인함.
12. ↑  Francis, Don (2008년 1월 31일). “Rez HD Review”. 《GameSpot》. CBS Interactive. 2016년 11월 16일에 원본 문서에서 보존된 문서. 2015년 2월 8일에 확인함.
13. ↑  Smith, David (2002년 1월 9일). “Review: Rez”. 《IGN》. 2004년 7월 2일에 원본 문서에서 보존된 문서. 2019년 12월 6일에 확인함.
14. ↑  Ingenito, Vince (2016년 10월 12일). “Rez Infinite review”. 《IGN》. 2016년 12월 21일에 원본 문서에서 보존된 문서. 2016년 12월 11일에 확인함.
15. ↑  Brudvig, Erik (2008년 1월 29일). “Rez HD Review”. 《IGN》. 2008년 2월 1일에 원본 문서에서 보존된 문서.
16. ↑  Savage, Phil (2017년 8월 15일). “Rez Infinite Review”. 《PC Gamer》. 2017년 8월 19일에 원본 문서에서 보존된 문서. 2019년 12월 6일에 확인함.
17. ↑  Jones, Sam (January 2002). “Review: Rez”. 《Official Dreamcast Magazine UK》 (Dennis Publishing) (30): 20–24.
18. ↑  Baizley, Duncan (January 2002). “Review: Rez”. 《PSM2》 (Future plc) (18): 65.
19. ↑  “Rez Infinite for PC Reviews”. 《Metacritic》. CBS Interactive. 2019년 5월 5일에 원본 문서에서 보존된 문서. 2019년 4월 25일에 확인함.
20. ↑  “Rez for PlayStation 2 Reviews”. 《Metacritic》. CBS Interactive. 2009년 12월 10일에 원본 문서에서 보존된 문서. 2019년 4월 25일에 확인함.
21. ↑  “Rez Infinite for PlayStation 4 Reviews”. 《Metacritic》. CBS Interactive. 2016년 11월 16일에 원본 문서에서 보존된 문서. 2019년 4월 25일에 확인함.
22. ↑  “Rez HD for Xbox 360 Reviews”. 《Metacritic》. CBS Interactive. 2019년 2월 8일에 원본 문서에서 보존된 문서. 2019년 4월 25일에 확인함.
23. ↑  Hawkins, Matthew (2005년 5월 6일). “Go To Synesthesia... Jake Kazdal's Journey Through The Heart Of Rez”. 《Gamasutra》. 2019년 6월 3일에 원본 문서에서 보존된 문서. 2019년 12월 6일에 확인함.
24. ↑  Robinson, Martin (2015년 2월 8일). “In media Rez: the return of Tetsuya Mizuguchi”. 《Eurogamer》. 2018년 6월 12일에 원본 문서에서 보존된 문서. 2019년 9월 22일에 확인함.